# Mandorlini del ponte
I mandorlini del ponte (mandurlin dal pont in dialetto ferrarese) sono un dolce tipico di Pontelagoscuro, frazione di Ferrara.
Come suggerito dal nome, sono dolcetti a base di mandorle, albume d'uovo, zucchero e farina che, una volta infornati, prendono la forma di piccoli biscotti irregolari.

## Storia
La loro origine prevede due interpretazioni: secondo alcuni sono stati creati nel 1857 in onore della visita di Papa Pio IX mentre, secondo altri, sarebbero nati agli inizi del 900 dall'idea di un garzone di una gelateria che pensò di riutilizzare gli albumi d'uovo rimasti per la loro preparazione.
Secondo la tradizione locale la vera ricetta dei mandorlini apparterrebbe ancora oggi a una pasticceria di Pontelagoscuro, sebbene essi vengano prodotti e commercializzati anche a Ferrara e in tutta la provincia.
Essi sono anche stati inseriti nell'elenco dei P.A.T. dell'Emilia-Romagna.